# سارة غرين (عالمة الإنسان)
سارة غرين (بالإنجليزية: Sarah Green)‏ هي عالمة الإنسان بريطانية، ولدت في 9 مارس 1961 في Redgrave, Suffolk ‏ في المملكة المتحدة.